# Eusynthemis rentziana
Eusynthemis rentziana – gatunek ważki z rodziny Synthemistidae.